# American Astronomical Society
A American Astronomical Society (AAS) é uma sociedade norte-americana de astrônomos profissionais e outras pessoas interessadas, com sede em Washington, D.C. O objetivo principal do AAS é promover o avanço da astronomia e ramos afins da ciência, enquanto o objetivo secundário inclui melhorar o ensino de astronomia e proporcionando uma voz política para os seus membros por meio de lobby e atividades de base.

## História
A sociedade foi fundada em 1899 através dos esforços de George Ellery Hale. A constituição do grupo foi escrito por Hale, George C. Comstock, Edward Morley, Simon Newcomb e Edward Charles Pickering. Estes homens e mais quatro outros foram os primeiros do Conselho Executivo da sociedade, Newcomb foi o primeiro presidente. Os membros no inicio eram 114. O nome da AAS não foi decidida até 1915, antes era "Astronomical and Astrophysical Society of America". Um nome proposto que precedeu este nome provisório era "American Astrophysical Society".
A AAS possui hoje mais de 7 000 membros e seis divisões Division for Planetary Sciences (1968), Division on Dynamical Astronomy (1969), High Energy Astrophysics Division (1969), Solar Physics Division (1969), Historical Astronomy Division (1980) e Laboratory Astrophysics Division (2012). Os membros incluem os físicos, matemáticos, geólogos, engenheiros e outros, cujos interesses de pesquisa se encontram dentro do amplo espectro de temas que compõem agora a astronomia contemporânea.

## Divisões
Como o campo da astronomia é diversa, várias divisões foram formadas cada uma que promove e permite que um ramo diferente da astronomia ou ciências relacionadas com a astronomia, bem como trabalhar dentro da carta geral do AAS. Muitas das divisões realizam reuniões separadas, além de se reunir com o grupo principal. As divisões da AAS, juntamente com os seus principais interesses de pesquisa são:
- Division for Planetary Sciences (DPS) apoia planetologia e a exploração do Sistema Solar.
- Division on Dynamical Astronomy (DDA) apoia a investigação sobre a dinâmica (órbitas, evolução e história) dos sistemas astronômicos do Sistema Solar à superaglomerados de galáxias em escalas cosmológicas.
- High Energy Astrophysics Division (HEAD) apoia o conhecimento sobre os eventos de alta energia, partículas, quanta, campos gravitacionais relativistas e fenômenos relacionados no universo astrofísico.
- Historical Astronomy Division (HAD) apoia temas relevantes para a história da astronomia como um campo, e pesquisa usando registros astronômicos históricos para resolver os problemas atuais em astronomia.
- Solar Physics Division (SPD) apoia a física solar (pesquisa astrofísica do Sol), e suas interações com o Sistema Solar e a Terra.
- Em 2012, uma nova divisão foi formada a Laboratory Astrophysics Division (LAD) para avançar nossa compreensão do Universo através da promoção da investigação teórica e experimental fundamentais para os processos subjacentes que impulsionam o Universo.

## Publicações
- Astronomical Journal
- Astronomy Education Review
- The Astrophysical Journal
- Bulletin of the American Astronomical Society

## Prêmios
- Henry Norris Russell Lectureship, pelo conjunto de obras em astronomia
- Prêmio Newton Lacy Pierce em Astronomia, para um excelente início de carreira na astronomia observacional
- Prêmio de Astronomia Helen B. Warner, para um excelente início de carreira em astronomia teórica
- Prêmio Beatrice M. Tinsley, para uma contribuição criativa ou inovadora para a astronomia
- Prêmio Joseph Weber, para um avanço significativo na instrumentação astronômica
- Prêmio Dannie Heineman de Astrofísica (prêmio em conjunto com o American Institute of Physics), para um excelente trabalho em astrofísica
- Prêmio George Van Biesbroeck, pelo excelente serviço prestado à astronomia
- Prêmio Annie J. Cannon de Astronomia (concedido em conjunto com o American Association of University Women), para um excelente início de carreira por um astrônomo do sexo feminino
- Chambliss Astronomical Writing Award, para a escrita astronomia para o público acadêmico
- Chambliss Astronomy Achievement Student Award, para a pesquisa exemplar por alunos de graduação e pós-graduação
- Chambliss Amateur Achievement Award, para a pesquisa exemplar por um astrônomo amador
- O AAS Education Prize para contribuições relevantes para ensino de astronomia (antigamente chamado de Annenberg Foundation Award)

Prêmios semelhantes são atribuídos pelas divisões da AAS. Estes incluem:
- Prêmio Gerard P. Kuiper (DPS), pelo conjunto de obras em ciência planetária
- Prêmio Harold C. Urey (DPS), para um excelente início de carreira na ciência planetária
- Prêmio Harold Masursky de Serviço ao Mérito (DPS), pelo excelente serviço prestado à ciência planetária
- Prêmio Brouwer (DDA), pelo conjunto de obras em astronomia dinâmica
- Prêmio Bruno Rossi (HEAD), uma recente contribuição significativa para a astrofísica de alta energia
- Prêmio LeRoy E. Doggett (HAD), para o trabalho na história da astronomia
- Prêmio George Ellery Hale (SPD), pelo conjunto de obras em astronomia solar
- Prêmio Karen Harvey (SPD), para um excelente início de carreira em astronomia solar

O AAS também administra um programa Small Research Grant Award e o International Travel Grant, que qualquer astrônomo que trabalha nos Estados Unidos pode aplicar-se a oportunidades de financiamento.

## Antigos presidentes
Os seguintes membros antigos e atuais serviram como presidentes da sociedade durante os períodos constantes:
- Simon Newcomb (1899–1905)
- Edward Charles Pickering (1905–1919)
- Frank Schlesinger (1919–1922)
- William Wallace Campbell (1922–1925)
- George Cary Comstock (1925–1928)
- Ernest William Brown (1928–1931)
- Walter Sydney Adams (1931-1934)
- Henry Norris Russell (1934-1937)
- Robert Grant Aitken (1937-1940)
- Joel Stebbins (1940-1943)
- Harlow Shapley (1943-1946)
- Otto Struve (1946-1949)
- Alfred Harrison Joy (1949-1952)
- Robert Raynolds McMath (1952-1954)
- Donald Howard Menzel (1954-1956)
- Paul Willard Merrill (1956-1958)
- Gerald Maurice Clemence (1958-1960)
- Lyman Spitzer (1960-1962)
- Carlyle Smith Beals (1962-1964)
- Leo Goldberg (1964-1966)
- Bengt Strömgren (1966-1967)
- Albert E. Whitford (1967-1970)
- Martin Schwarzschild (1970-1972)
- Bart Bok (1972-1974)
- Robert Paul Kraft (1974-1976)
- Margaret Burbidge (1976-1978)
- Ivan R. King (1978-1980)
- David S. Heeschen (1980-1982)
- Arthur D. Code (1982-1984)
- Maarten Schmidt (1984-1986)
- Bernard F. Burke (1986-1988)
- Donald E. Osterbrock (1988-1990)
- John Norris Bahcall (1990-1992)
- Sidney Wolff (1992-1994)
- Frank Shu (1994-1996)
- Andrea K. Dupree (1996-1998)
- Robert D. Gehrz (1998-2000)
- Anneila I. Sargent (2000-2002)
- Catherine A. Pilachowski (2002-2004)
- Robert Kirshner (2004-2006)
- J. Craig Wheeler (2006-2008)
- John Peter Huchra (2008-2010)
- Debra M. Elmegreen (2010-2012)